# Katrine Poulsen
Katrine Vestergård Poulsen (født ca. 1983) er tidligere realitystjerne, men arbejder nu som leder på en skole i Lyngby-Taarbæk Kommune. Hun har deltaget i tv-kanalen Kanal 4's programserie Singleliv.